# Sofala

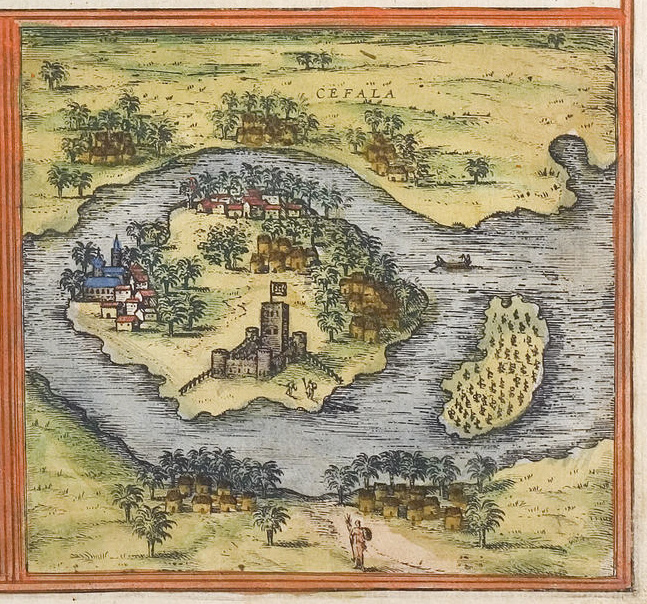
"Cefala" (Braun e Hogenberg. "Civitates Orbis Terrarum", 1572).

Sofala foi uma feitoria, fortaleza e povoação construída pelos portugueses na costa da actual província de Sofala em Moçambique.

## História
Em 1505 a coroa portuguesa, numa mudança da política pacifista, e decidida a impor no Índico o monopólio do comércio, envia de Lisboa a poderosa frota de Pêro de Anaia destinada a construir aí uma feitoria.